# Auberto di Avranches
Auberto di Avranches, noto anche come Autberto e Oberto, (... – Avranches, 725), è stato un vescovo franco, fondatore della nota abbazia di Mont-Saint-Michel, venerato come santo dalla Chiesa cattolica.

## Biografia e narrazioni leggendarie

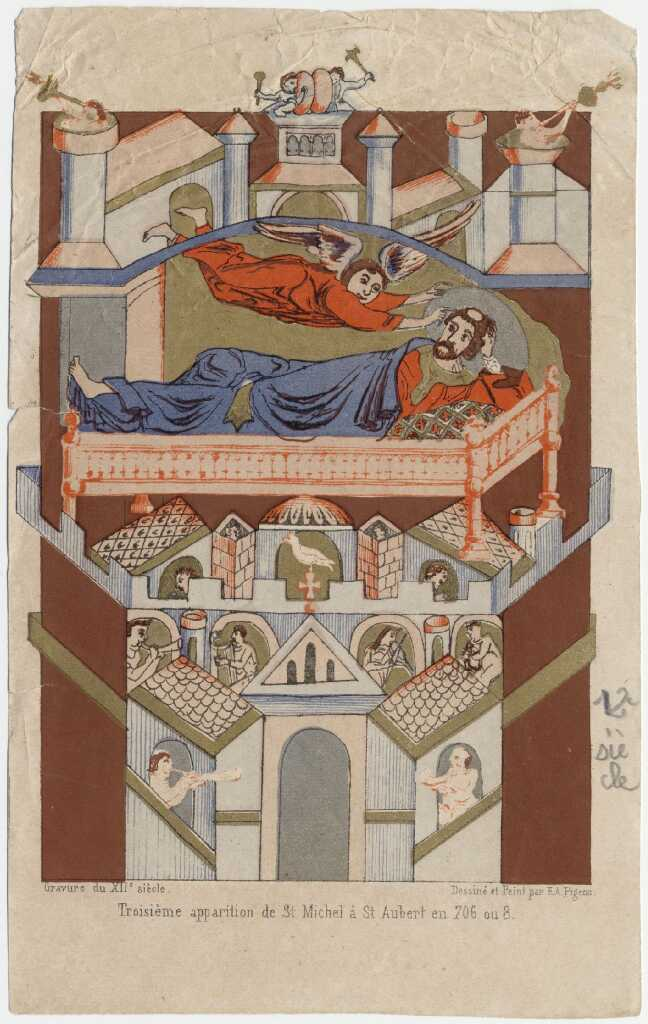
La terza apparizione dell'arcangelo Michele ad Auberto

Auberto nacque in prossimità di Avranches nella famiglia dei signori di Genêts, al tempo del re Childeberto III. Auberto, notissimo per la sua carità, sarebbe stato eletto vescovo di Avranches per acclamazione nel 704.
La narrazione agiografica racconta la leggenda di sant'Auberto e il drago: il vescovo avrebbe liberato i suoi fedeli da un drago che molestava le loro mandrie: con il segno della croce e gettando la stola sull'animale, gli ordinò di raggiungere il mare e non ripresentarsi.
Egli si recava spesso a pregare sul monte Tomba e qui appunto un giorno, addormentatosi durante la preghiera, ebbe per tre volte l'apparizione dell'arcangelo Michele.
Una volta avrebbe assistito a un combattimento tra l'arcangelo Michele e il drago che aveva avuto inizio al monte-Dol e completato sul monte Tomba, al termine del quale avrebbe ricevuto dall'arcangelo l'ordine di avviare un tempio dove aveva sconfitto il maligno, simile a quello del Monte Gargano in Italia, dove l'Arcangelo era già onorato dal V secolo. Nel 708, Auberto avrebbe avuto una visione in cui il arcangelo Michele gli ordinò di costruire una chiesa sull'isola rocciosa alla foce del Couesnon; questa falesia si alzava, arida e solitaria, in una baia formata dalla riunione delle coste della Normandia e della Bretagna. Una notte Auberto ricevette per tre volte nel sonno l'ordine di san Michele arcangelo di erigere sul monte Tombe una chiesa in suo onore, il Monte dove si ritirava per dedicarsi alla preghiera e alla meditazione. Dato lo stato di questo punto roccioso, appena attaccato alla terraferma, coperto di cespugli e rovi, e abitato soltanto de bestie feroci e da alcuni eremiti, egli pensò che fosse impossibile e che si trattasse di uno scherzo del diavolo. Per la terza volta allora l'arcangelo gli intimò di smetterla con queste esitazioni, e gli infilò con forza il dito sulla fronte, lasciandogli un'impronta. Auberto si svegliò con una cavità sulla fronte e comprese la verità dell'ordine, (nella realtà un foro provocato da un cisti).
Eventi provvidenziali lo guidarono nel suo compito: una mattina di settembre gli fu mostrata la forma rotonda dell'oratorio; una sorgente d'acqua dolce miracolosamente sgorgò dalla pietra dura (oggi il sito è la fontana di Saint-Aubert); una pietra di culto pagano (probabilmente un menhir) fu ritrovata in questa posizione da un agricoltore locale chiamato Bain e dai suoi dodici figli, con l'intervento prodigioso del suo ultimo nato tra le braccia di Auberto che si appoggiò alla pietra. Dopo un altro sogno, Auberto inviò due monaci a cercare la grotta-rifugio del Monte Gargano in Italia, dedicata a San Michele e le sue reliquie. Poi, il 16 ottobre 709, il vescovo consacrò la chiesa e vi installò un capitolo di dodici canonici. Mont Saint-Michel ha lasciato il suo nome "Mont Tombe" per quella di Mont-Saint-Michel au péril de la mer: era nata l'abbazia di Mont-Saint-Michel.
Alla sua morte, fu sepolto secondo i suoi desideri nel coro di Mont Saint-Michel.

## Culto

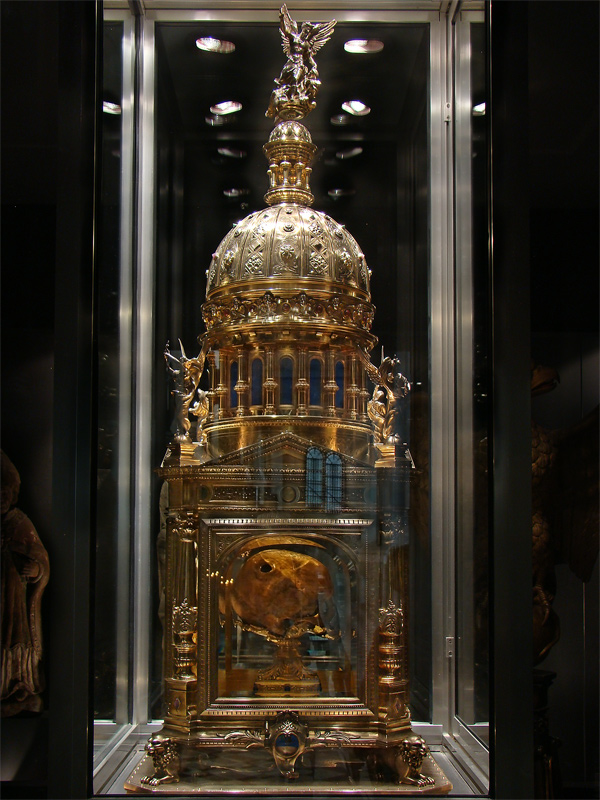
Il reliquiario contenente il teschio di Auberto.

Il corpo di Auberto, trasportato sul monte Tomba, fu sottoposto ad una ricognizione nel 1012.
Il cranio del vescovo (chiamato "capo di Saint Aubert") con lo stigma del dito dell'arcangelo, molto venerato dai pellegrini, fu salvato dalla furia rivoluzionaria nel 1792 da un medico, Louis-Julien Guerin, che prese la reliquia col pretesto di compiere degli studi; nel 1856, il cranio è stato trasferito alla basilica di Saint-Gervais e Saint-Protais di Avranches, dove è conservato dal suo tesoro.
Sant'Auberto è ricordato il 10 settembre:
(Martirologio Romano)